# Karine Ruby
Karine Ruby (Bonneville, 4 gennaio 1978 – Monte Bianco, 29 maggio 2009) è stata una snowboarder francese.
Tra le snowboarder più vincenti della storia in Coppa del Mondo, dove si è imposta 67 volte.

## Biografia
Karine Ruby in carriera ha partecipato a diverse edizioni dei Mondiali vincendo, tra il 1996 e il 2005, 6 medaglie d'oro e 4 d'argento. L'atleta si è anche laureata campionessa olimpica ai XVIII Giochi olimpici invernali di Nagano 1998, durante i quali ha conquistato la medaglia d'oro, mentre quattro anni dopo ai XIX Giochi olimpici invernali di Salt Lake City 2002 ottiene un argento, entrambe nello slalom gigante.
Ruby si è aggiudicata per sei volte la Coppa del Mondo di snowboard (1996, 1997, 1998, 2001, 2002, 2003) e diverse Coppe di specialità, nelle discipline dello slalom parallelo, slalom gigante, slalom e snowboard cross.
Nel 2005 vince la medaglia di bronzo ai Winter X Games in snowboard cross a Aspen 2005.
Ruby è morta il 29 maggio 2009 cadendo in un crepaccio mentre affrontava una scalata sul Monte Bianco.

## Palmarès

### Olimpiadi
- 2 medaglie:
  - 1 oro (in slalom gigante a Nagano 1998).
  - 1 argento (in slalom gigante a Salt Lake City 2002).

### Mondiali
- 10 medaglie:
  - 6 ori (in slalom gigante a Lienz 1996; in snowboardcross a San Candido 1997; in slalom parallelo, slalom gigante e snowboardcross a Madonna di Campiglio 2001; in snowboardcross a Kreischberg 2003).
  - 4 argenti (in slalom parallelo e slalom gigante a San Candido 1997; in slalom parallelo a Kreischberg 2003; in snowboardcross a Whistler Mountain 2005).

### Coppa del Mondo
- Vincitrice della classifica generale nel 1996, 1997, 1998, 2001, 2002 e nel 2003.
- Vincitrice della Coppa del Mondo di slalom gigante nel 1995, 1996, 1997, 1998 e nel 2001.
- Vincitrice della Coppa del Mondo di slalom nel 1996, 1997 e nel 1998.
- Vincitrice della Coppa del Mondo di slalom parallelo nel 2002.
- Vincitrice della Coppa del Mondo di snowboard cross nel 1997, 2001, 2003 e nel 2004.
- 122 podi:
  - 67 vittorie
  - 31 secondi posti
  - 24 terzi posti